# Mohamed Said Fazul
Mohamed Said Fazul (ur. 1960) – komoryjski polityk, prezydent wyspy Mohéli w latach 2002–2007. Kandydat w wyborach prezydenckich w 2010.

## Życiorys
Mohamed Said Fazul pochodzi z wyspy Mohéli. Po przyjęciu nowej konstytucji Komorów w grudniu 2001, wziął udział w wyborach na urząd prezydenta Mohéli. W pierwszej turze wyborów 31 marca 2002 zajął drugie miejsce z wynikiem 22,2% głosów, przegrywając z Mohamedem Hassanaly’m (26,2%). W drugiej turze wyborów 7 kwietnia pokonał go, zdobywając 56% głosów. Stanowisko objął 19 maja 2002 i zajmował do 19 maja 2007.
W 2007 ponownie ubiegał się o stanowisko prezydenta wyspy. W pierwszej turze wyborów 10 czerwca 2007 zajął drugie miejsce z wynikiem 29,8% głosów, przegrywając z Mohamedem Ali Saidem (32,9%). W drugiej turze głosowania 24 czerwca 2010 przegrał z Saidem stosunkiem głosów 43,4% do 56,6%.
W 2010 wziął udział w wyborach prezydenckich w 2010 jako kandydat pozostający w opozycji do partii urzędującego prezydenta Ahmeda Abdallaha Sambiego. W pierwszej turze wyborów 7 listopada 2010 zajął drugie miejsce z wynikiem 23% głosów i przeszedł do drugiej tury wyborów przeprowadzonej 26 grudnia 2010. Przegrał w niej z Ikililou Dhoinine, zdobywając niecałe 33% głosów poparcia.